# Piaski Zamiejskie
Piaski Zamiejskie – dzielnica Siedlec (woj. mazowieckie), leżąca w zachodniej części miasta, wzdłuż ulic: Ignacego Daszyńskiego i Piaski Zamiejskie oraz przy przystanku PKP Siedlce Zachodnie.
Przy ulicy Daszyńskiego znajduje się osiedle Panorama i Hala Targowa, natomiast wzdłuż ulicy Piaski Zamiejskie dominuje zabudowa jednorodzinna jednopiętrowa. Pomiędzy ulicą Piaskową i Przymiarki zlokalizowane są Pracowniczy Ogród Działkowy: Relaks, Zdrowie i Złote Piaski, będące pod zarządem Polskiego Związku Działkowców.